# Bruin blauwtje
Het bruin blauwtje (Aricia agestis, door sommige auteurs in het geslacht Plebejus geplaatst) is een vlinder uit de familie van de kleine pages, vuurvlinders en blauwtjes (Lycaenidae).

## Kenmerken
Er is gemakkelijk verwarring mogelijk met het vrouwtje van het icarusblauwtje, dat ook bruine vleugels heeft. Het bruin blauwtje heeft op de onderzijde van de voorvleugel echter geen vlekje aan de basis van de vleugel, het icarusblauwtje wel. Ook ligt de bovenste van de twee vlekjes aan de voorrand van de achtervleugel bij het bruin blauwtje dicht tegen de bovenste rij van vlekjes, terwijl die bij het icarusblauwtje een stuk lager ligt.

Onderzijde bruin blauwtje
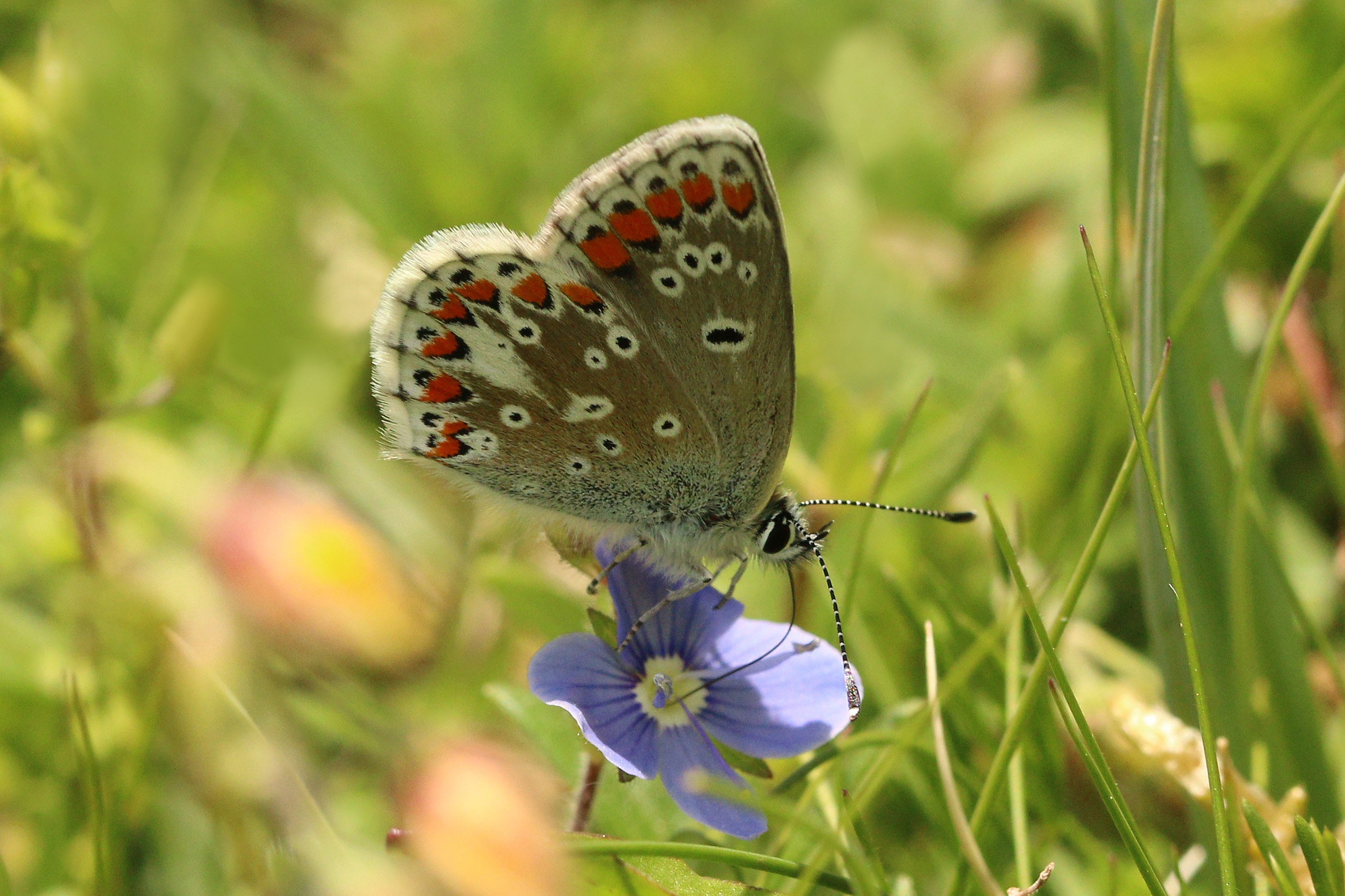
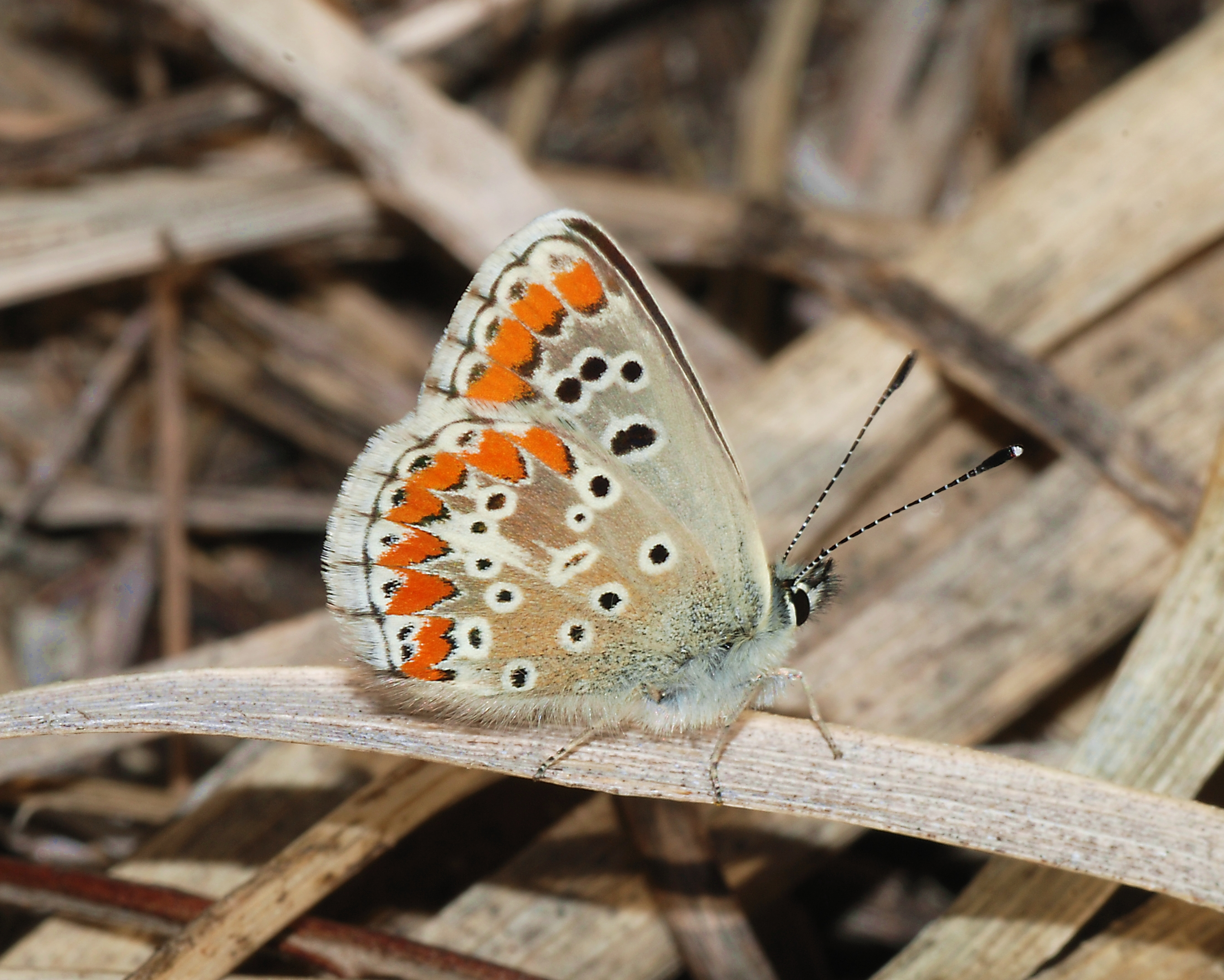
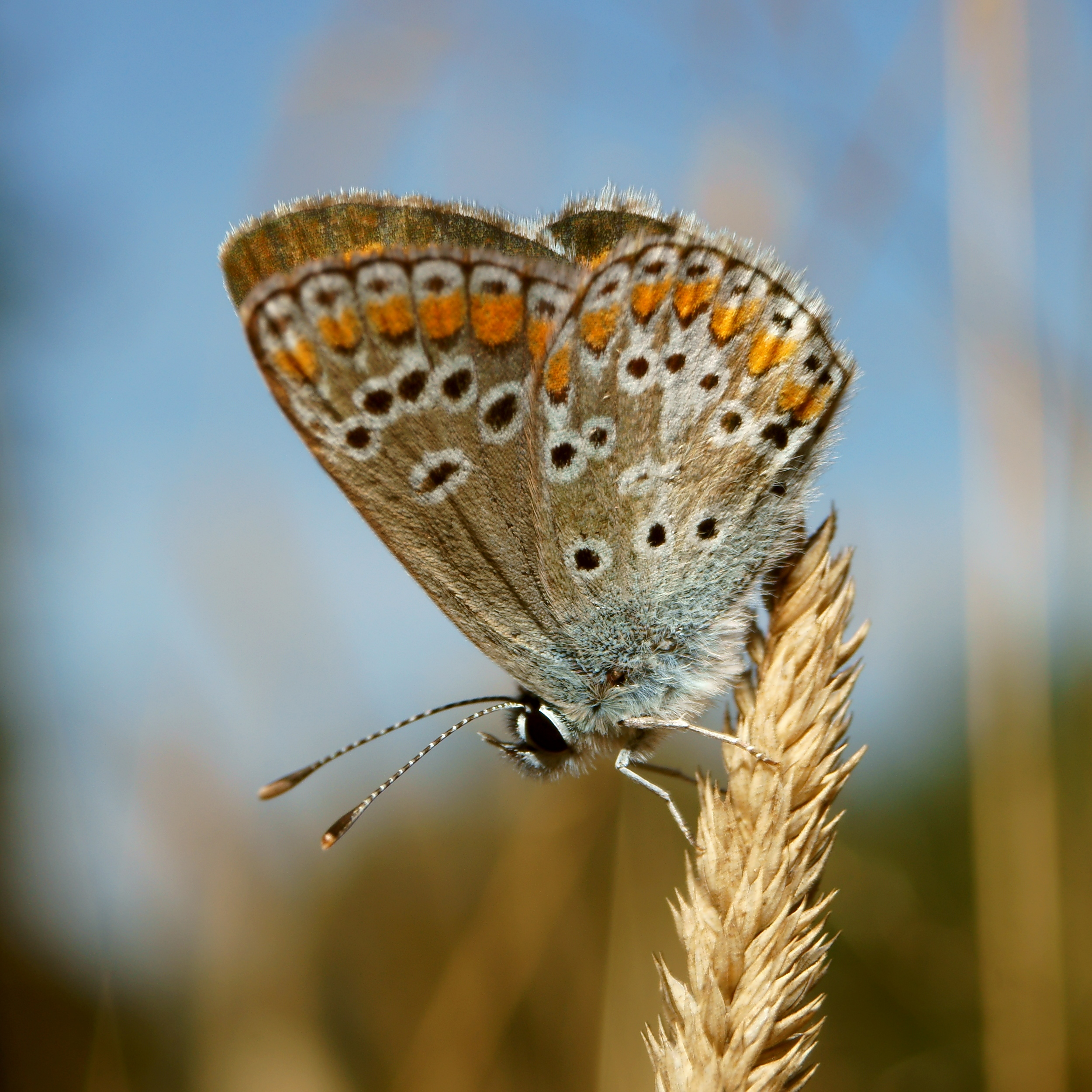
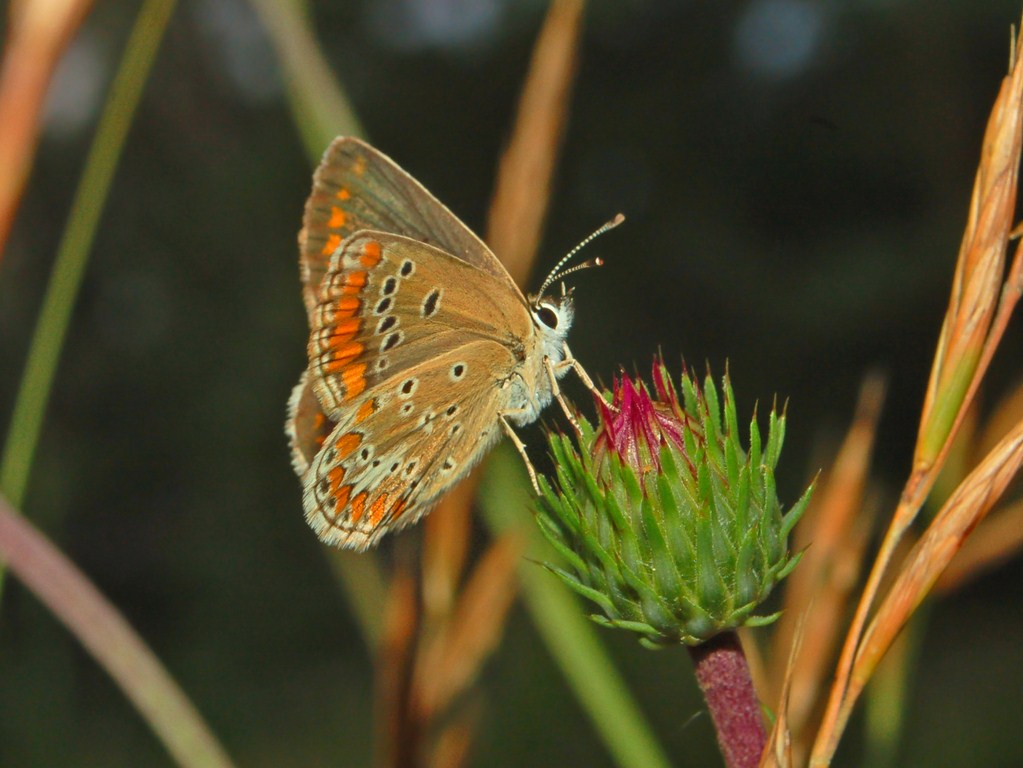

Ter vergelijking: onderzijde icarusblauwtje
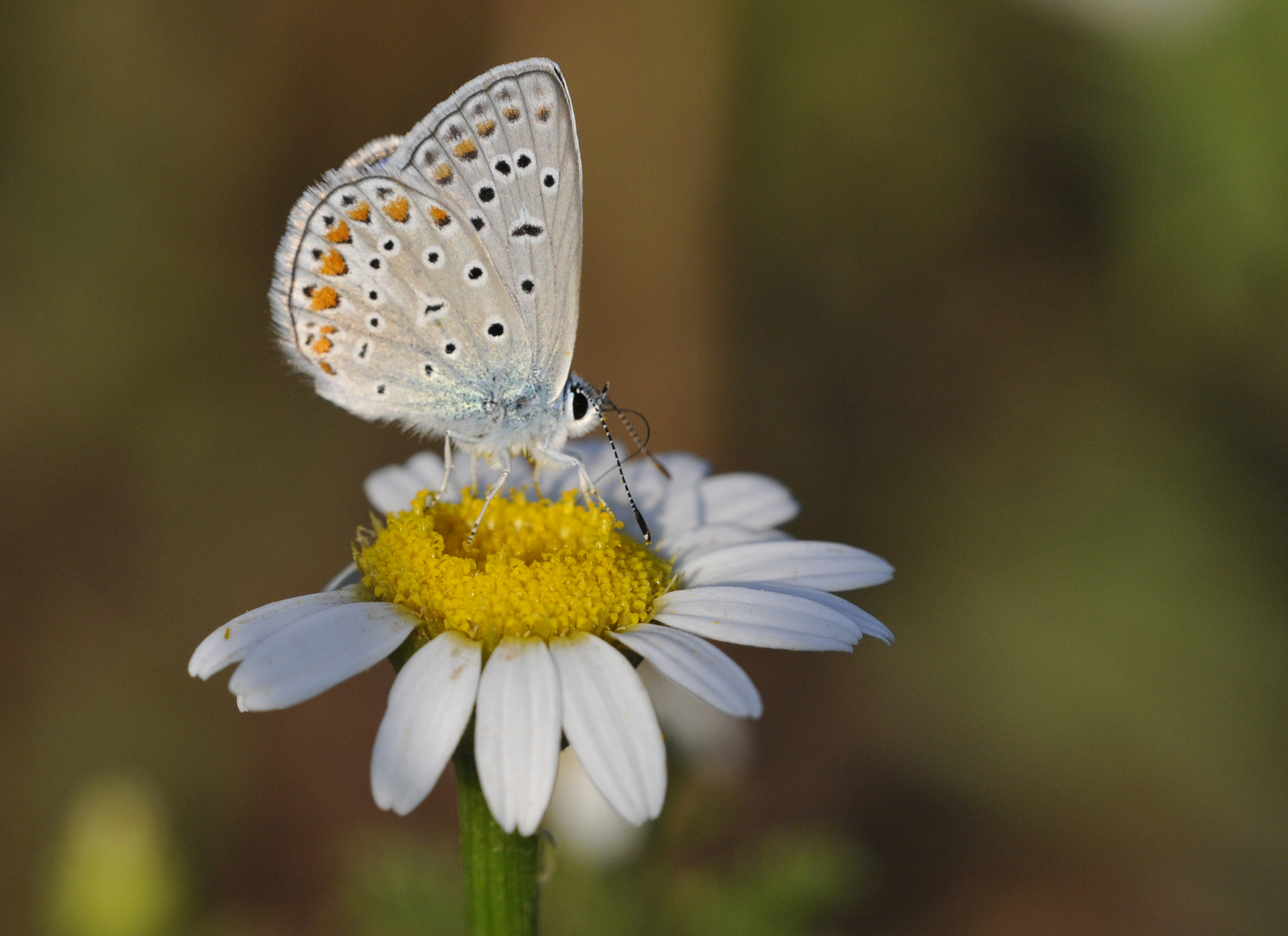
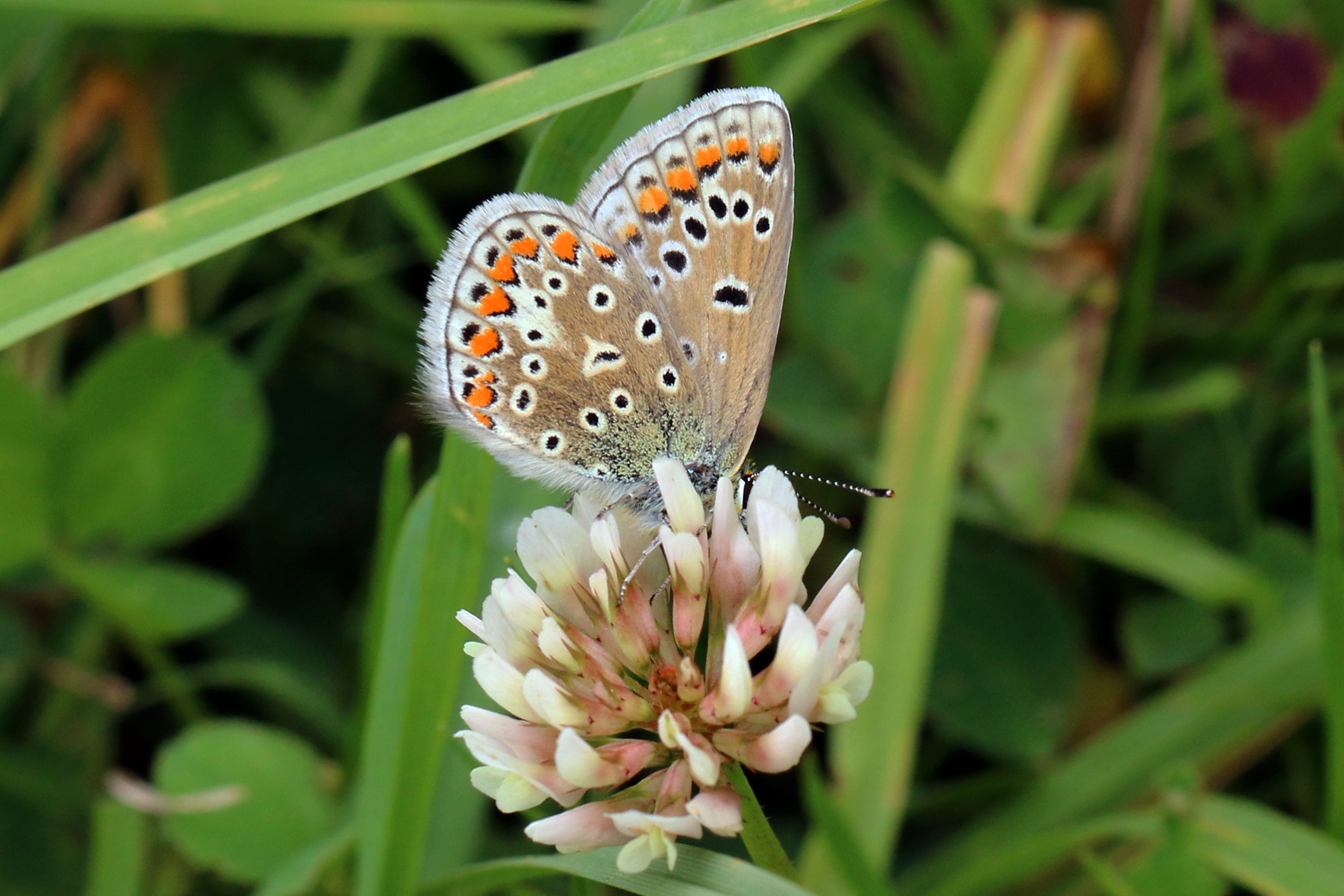
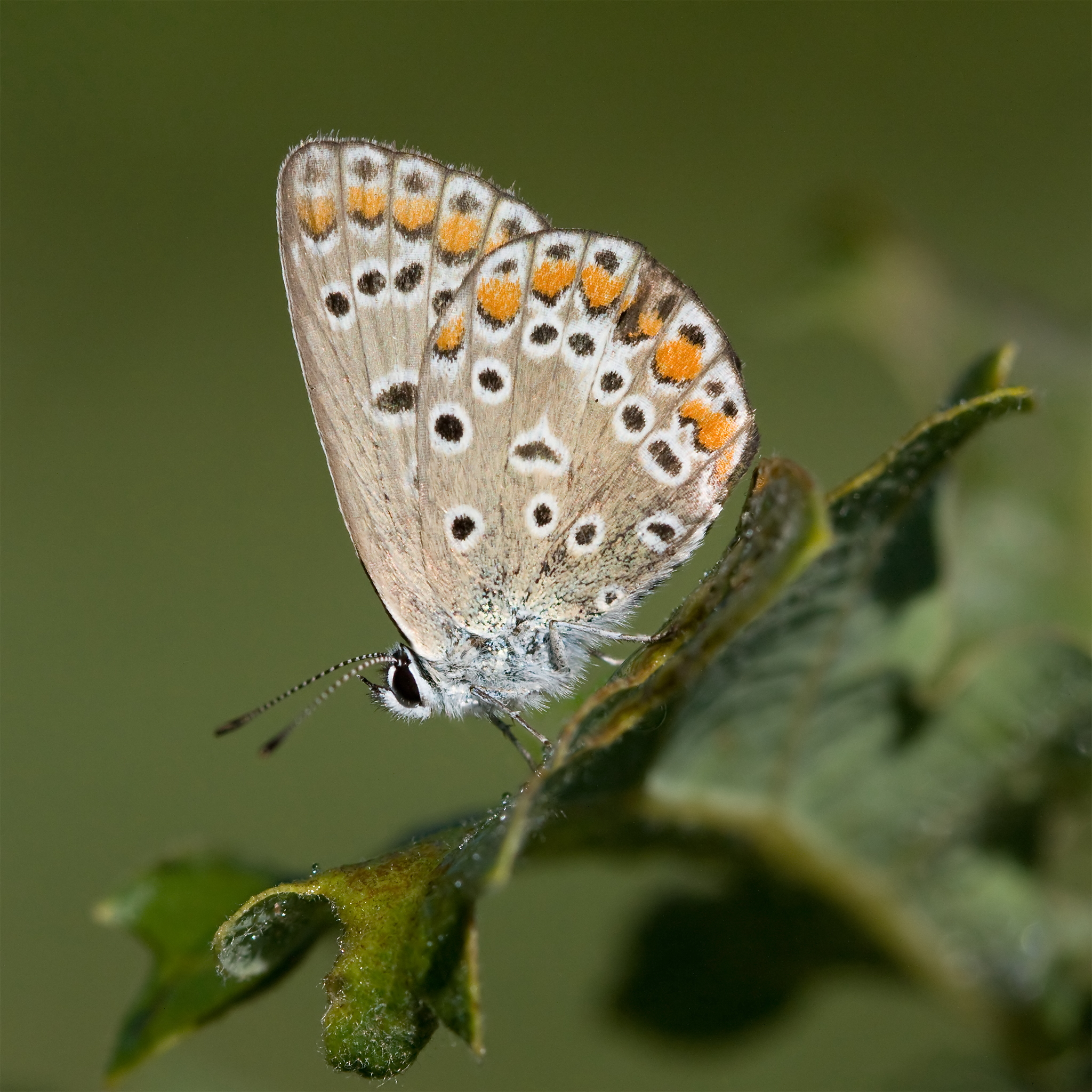
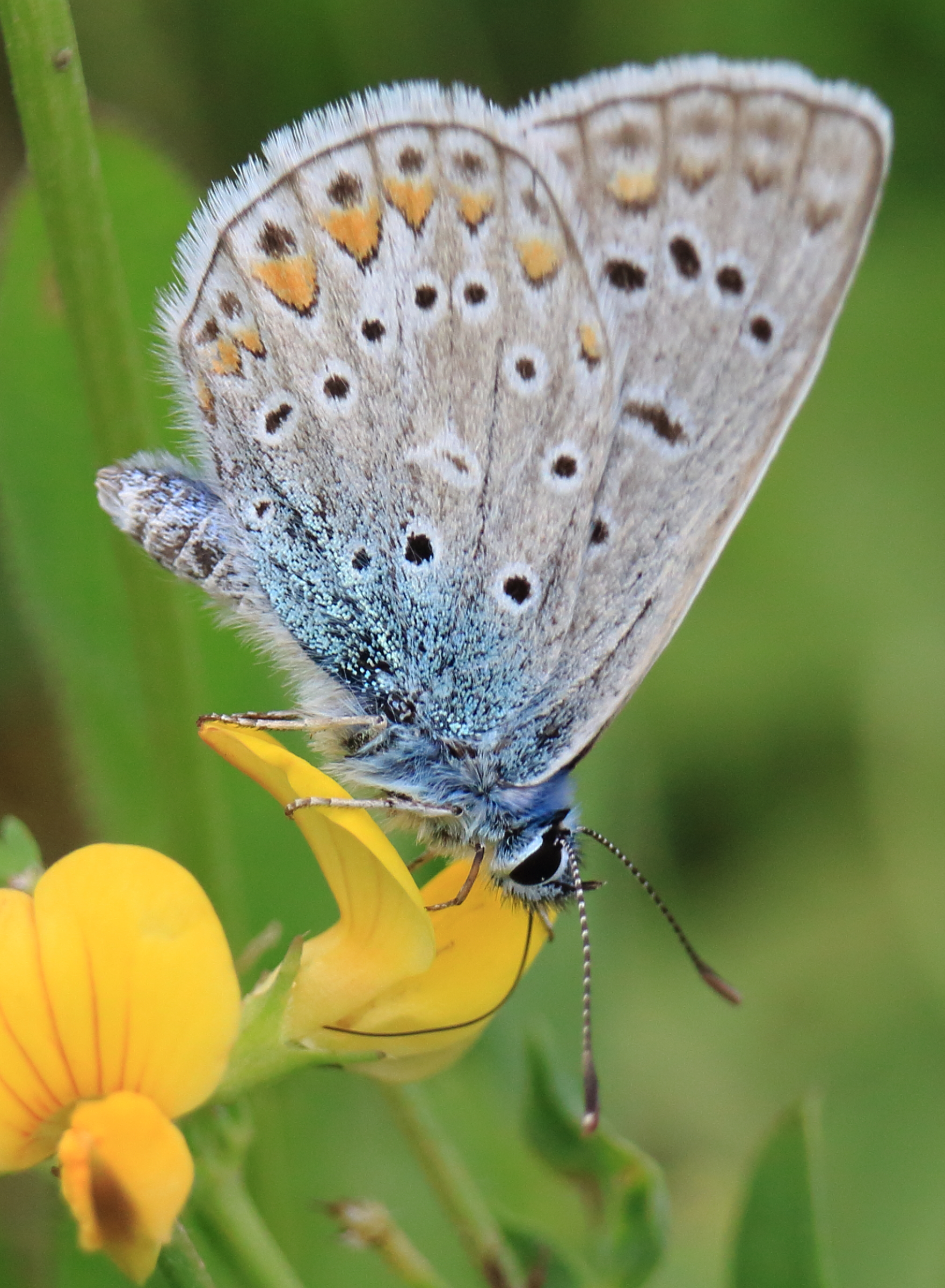

## Verspreiding en leefgebied
Het bruin blauwtje komt algemeen voor in Centraal- en Zuid-Europa, op warme graslanden, heiden en duinen. Als zwerver en dwaalgast kan de vlinder worden aangetroffen in Nederland en België. In het kustgebied komt de vlinder als standvlinder voor.
Het bruin blauwtje profiteert van de opwarming van de aarde en doet dit niet onopgemerkt. In 2012 vloog de soort in het Verenigd Koninkrijk 79 kilometer noordelijker dan 20 jaar daarvoor. Maar niet alleen in het Verenigd Koninkrijk doet de soort het goed, ook in de rest van Europa doet ze het zeer goed.
De vliegtijd is van mei tot in oktober.

## Waardplanten
De waardplanten zijn reigersbek en zonneroosjes.

## Synoniemen
- Papilio alexis Scopoli, 1763 non Papilio alexis Poda, 1761
- Papilio alexis Rottemburg, 1775 non Papilio alexis Poda, 1761
- Papilio medon Hufnagel, 1776 non Papilio medon Linnaeus, 1763
- Papilio astrarche Bergsträsser, 1779

## Ondersoorten
- Aricia agestis agestis
- Aricia agestis azerbaidzhana Obraztsov, 1935
- Aricia agestis calida (Bellier de la Chavignerie, 1882)
  - = Lycaena agestis var. aestiva Zeller, 1847
- Aricia agestis nazira (Moore, 1865)